# Chytobrya bryophiloides
Chytobrya bryophiloides är en fjärilsart som beskrevs av Max Wilhelm Karl Draudt 1950. Chytobrya bryophiloides ingår i släktet Chytobrya och familjen nattflyn. Inga underarter finns listade i Catalogue of Life.